# Ђидора (Козенца)
Ђидора је насеље у Италији у округу Козенца, региону Калабрија.
Према процени из 2011. у насељу је живело 296 становника. Насеље се налази на надморској висини од 135 м.